# MS «Stena Europe»
MS «Stena Europe» — пором, який належить компанії Stena Line та обслуговує лінію Фішгард (Велика Британія) — Рослер-Странд (Ірландія). Був побудований у 1981 році на корабельні Götaverken у Гетеборгі, Швеція, під ім'ям «Kronprinsessan Victoria» для компанії Sessan Line. В цьому ж році Sessan Line увійшла до складу компанії Stena Line.

## Основні характеристики
Валова місткість 24828 тонн, дедвейт 2692 тонни. Довжина 149,05 метра, ширина 26,55 метра, осадка 6,12 метра. Швидкість ходу 20,5 вузлів. Живлення здійснюється від чотирьох двигунів Wärtsilä загальною потужністю 15360 кВт. На борту є 10 палуб. Може вмістити 1400 пасажирів, передбачено 452 спальних місця, 456 автомобілів. Регістровий тоннаж 1120 метрів.

## Історія парома
Пором «Kronprinsessan Victoria» використовувався денним поромом на маршруті Гетеборг — Фредериксхавн до березня 1982 року. Після цього судно було переобладнано в нічний паром для роботи на маршруті Гетеборг — Кіль. Для цього на верхній палубі судна було додано велику кількість додаткових кают.
У 1988 році пором «Kronprinsessan Victoria» був відправлений на модернізацію, в ході якої на верхній палубі були додані нові каюти. Після завершення модернізації паром під ім'ям «Stena Saga» приступив до роботи на маршруті Осло — Фредериксхавн.
У 1994 році паром під ім'ям «Stena Europe» був переведений на маршрут Хук-ван-Холланд (Роттердам) — Харидж (Англія). Перед цим на поромі були видалені каюти на верхній палубі, додані в 1988 році.

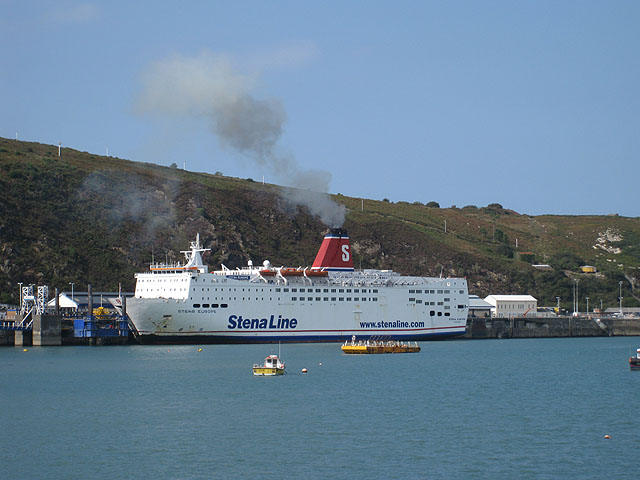
MS «Stena Europe» в Фішгарді

У 1997 році на маршрут Хук-ван-Холланд (Роттердам) — Харидж (Англія) був поставлений паром-катамаран типу «Stena Discovery» замість порома «Stena Europe», який був знятий з маршруту. Пором «Stena Europe» був переведений в дочірню компанію Lion Ferry компанії Stena Line і перейменований в «Lion Europe». Під цим ім'ям паром приступив до роботи на маршруті Карлскруна — Гдиня. У 1998 році всі маршрути і суду компанії Lion Ferry були передані під банер Stena Line. Пором повернувся до імені «Stena Europe», продовжуючи до 2001 року працювати на маршруті Карлскруна — Гдиня.
У січні 2002 року пором прибув на верфі в міста Гетеборг для проходження переоснащення вартістю 4,5 млн фунтів стерлінгів. В ході ремонту були видалені всі встановлені в 1982 році каюти на верхній палубі, а також відремонтовані всі пасажирські салони і каюти. Після завершення випробувань 13 березня паром приступив до роботи на новому маршруті Фішгард (Велика Британія) — Рослэр-Странд (Ірландія).
У листопаді 2008 року на борту порома було проведено ремонт вартістю 850000 євро, в ході якого були оновлені пасажирські салони.
З травня по червень 2010 року пором знаходився на модернізації, в ході якої був доданий новий бар, а також новий зал на палубі 7.
В кінці січня 2012 року на борту порома було проведено щорічне переобладнання і 3 лютого паром приступив до роботи.
В 2019 році пором пройшов модернізацію на корабельні Тузла (Туреччина).

## Інциденти
У січні 2003 року пором попав в новини, коли втратив керування недалеко від ірландського узбережжя. П'ять вертольотів були підняті, щоб підвезти 155 пасажирів до безпечного місця, але операцію порятунку було припинено, оскільки інженери змогли повернути парому керованість.
6 червня 2009 року пором надав допомогу в розшуках і порятунку моряка, який впав за борт іншого судна в Ірландському морі . Інцидент стався під час регулярної подорожі корабля з Рослэр-Странда до Фішгарда.
Увечері 26 жовтня 2012 року Stena Line у Facebook повідомила, що у порту Рослэр-Странд стався незначний інцидент за участю порома та судна «Oscar Wilde» . Було сказано, що 454 пасажири та 71 член екіпажа на борту знаходяться в безпеці, хоча зворотний перехід до Фішгарда був скасований.
22 листопада 2016 року об 11:00 годині пором причалив в Фішгард з 23-х годинним запізненням через погані погодні умови. Через погану погоду паром був змушений залишатися в морі всю ніч, перебуваючи приблизно в 6 км від узбережжя. В цей час на борту порома перебувало 87 пасажирів і 59 членів екіпажу.